# Live 1964
Live 1964 è un album dal vivo del pianista jazz statunitense Horace Silver, pubblicato nel 1984.

## Tracce
Testi di Horace Silver, musiche di Horace Silver.
1. Introduction by Horace Silver – 0:27
2. Filthy McNasty – 8:44
3. Skinney Minnie – 14:32
4. The Tokyo Blues – 14:56
5. Señor Blues – 6:36

## Formazione
- Horace Silver – piano
- Teddy Smith – basso
- Roger Humphries – batteria
- Joe Henderson – sassofono tenore
- Carmell Jones – tromba